# Plaatje van jou
Plaatje van jou is een lied van het Nederlandse zanger Flemming. Het werd in 2022 als single uitgebracht en stond in hetzelfde jaar als twaalfde track op het titelloze debuutalbum van de zanger.

## Achtergrond
Plaatje van jou is geschreven door Alex van der Zouwen, Sander de Bie, Marcus Adema en Flemming Viguurs en geproduceerd door Marcus Adema en Arno Krabman. Het is een nummer dat past in het genre nederpop met effecten uit de poprock. In het lied zingt Flemming over een meisje waar hij een relatie mee wil aangaan, maar waarvan hij denkt dat haar vader de relatie niet zal accepteren.

## Hitnoteringen
Flemming had bescheiden succes met het lied in Nederland. Het stond op de 94e plaats van de Single Top 100 in de enige week dat het in deze hitlijst te vinden was. De Top 40 en haar Tipparade werden niet bereikt.